# Clannad (gruppo musicale)
I Clannad sono un gruppo musicale irlandese, formatosi nel 1970.

## Storia del gruppo
Sono originari della cittadina di Gaoth Dobhair (Gweedore in inglese), un piccolo villaggio di pescatori nella contea di Donegal, nel nord dell'Irlanda. Il villaggio si trova in un gaeltacht, una zona in cui si parla ancora la lingua irlandese. Il nome Clannad è la contrazione di an Clann as Dobhar (la famiglia di [Gaoth] Dobhair), sono inizialmente i tre fratelli Brennan (due fratelli e una sorella) - Ciáran, Pól, Máire (Moya Brennan) - e i due fratelli Duggan - Noel e Padraig - loro zii. Una quarta sorella, Eithne Brennan, meglio nota come Enya, si unisce al gruppo nel 1979.
Esordiscono con un repertorio folk col quale si fanno conoscere nella madrepatria; nei primi anni ottanta vengono notati dalla BBC che commissiona loro una colonna sonora per una serie di telefilm incentrata sul personaggio di Robin Hood. La loro canzone "Theme From Harry's Game" li fa conoscere oltre i confini irlandesi. Nello stesso periodo Eithne Brennan lascia il gruppo e pubblica il suo primo album solista col nome di Enya.
Giungono alla popolarità internazionale grazie al brano In a Lifetime, interpretato insieme a Bono, voce degli U2, e pubblicato nel 1985 nel loro album Macalla ("eco", in irlandese). Da allora il loro repertorio si sposta verso il pop ed il country, non senza la realizzazione di altre colonne sonore per film, film d'animazione e documentari: fra questi L'ultimo dei Mohicani del 1992, in cui è presente un altro loro successo, I Will Find You.
Pól Brennan lascia il gruppo nel 1995 per avviare una carriera solista che lo porta a incidere per la Real World Records di Peter Gabriel, ma ritorna nella band nel 2011. Anche Máire Brennan incide sette album solisti, alternandoli alle produzioni del gruppo.
Il 9 agosto 2016 muore uno dei membri fondatori del gruppo, Pádraig Duggan.
Il 15 ottobre 2022 muore Noel Duggan fondatore del gruppo insieme al gemello Pádraig.
Il gruppo ha cantato anche la sigla dell'anime Clannad (che da loro prende il nome).

## Formazione

### Formazione attuale
- Moya Brennan - voce, arpa, tastiere (1970–presente)
- Pól Brennan - flauto, tin whistle, chitarra, percussioni, voce (1970-1990, 2011-presente)
- Ciarán Brennan - basso, chitarra, mandolino, pianoforte, sintetizzatore, voce (1970–presente)

### Ex componenti
- Enya Brennan - percussioni, tastiere, armonica a bocca, voce (1977-1982)
- Pádraig Duggan - chitarra, mandola, mandolino, armonica a bocca, voce (1970–2016)
- Noel Duggan - chitarra, voce (1970–2022)

## Discografia
- 1973 - Clannad
- 1974 - Clannad 2
- 1976 - Dúlamán
- 1978 - Clannad in Concert (dal tour in Svizzera del 1978)
- 1980 - Crann Úll
- 1982 - Fuaim
- 1983 - Magical Ring
- 1984 - Legend (colonna sonora)
- 1985 - Macalla
- 1986 - The Collection (raccolta)
- 1987 - Sirius
- 1989 - Atlantic Realm (colonna sonora dell'omonima serie televisiva sulla BBC)
- 1989 - The Angel and the Soldier Boy (colonna sonora di un cartone animato)
- 1989 - Pastpresent (raccolta)
- 1990 - Anam
- 1993 - Banba
- 1994 - Themes (raccolta)
- 1996 - Lore
- 1996 - Rhoga: The Best of Clannad (raccolta)
- 1997 - Landmarks
- 1998 - An Diolaim (raccolta)
- 1998 - Ultimate Collection (raccolta)
- 1999 - Celtic Collection (raccolta)
- 2002 - A Magical Gathering (raccolta)
- 2005 - Live in Concert (live)
- 2013 - Nádúr

### Bootleg
- 1979 - Ring of Gold